# Charmin
Charmin (/ˈʃɑːrmɪn/ SHAR-min) là một nhãn hiệu giấy vệ sinh của Mỹ do Procter & Gamble sản xuất.

## Lịch sử
Tên Charmin lần đầu tiên được tạo ra vào ngày 19 tháng 4 năm 1928 bởi công ty giấy Hoberg ở Green Bay, Wisconsin. Năm 1950, Hoberg đổi tên thành công ty giấy Charmin và tiếp tục sản xuất khăn giấy tắm, khăn giấy ăn và các sản phẩm giấy khác. Procter & Gamble (P&G) mua lại công ty giấy Charmin vào năm 1957. Charmin Ultra ban đầu được gọi là White Cloud cho đến năm 1993.
Năm 2008, P&G bán các hoạt động và dòng sản phẩm ở Châu Âu cho SCA, nơi được đổi tên thành Cushelle và Zewa.